# Regis Felisberto Masarim
Regis Felisberto Masarim (nacido el 6 de marzo de 1973) es un exfutbolista brasileño que se desempeñaba como centrocampista.
Jugó para clubes como el Kashima Antlers, Flamengo, Bragantino, União, Mogi Mirim y CFZ do Rio.

## Trayectoria

### Clubes
| Club            | País     | Año         |
| --------------- | -------- | ----------- |
| Kashima Antlers | Japón    | 1992 - 1993 |
| Flamengo        | Brasil   | 1994        |
| Bragantino      | Brasil   | 1994        |
| União           | Portugal | 1996 - 1997 |
| Mogi Mirim      | Brasil   | 2000        |
| CFZ do Rio      | Brasil   | 2001        |

## Estadística de carrera

### J. League
| Club            | Año   | J. League | J. League | Copa J. League | Copa J. League | Total | Total |
| Club            | Año   | Part.     | Goles     | Part.          | Goles          | Part. | Goles |
| --------------- | ----- | --------- | --------- | -------------- | -------------- | ----- | ----- |
| Kashima Antlers | 1992  | -         | -         | 0              | 0              | 0     | 0     |
| Kashima Antlers | 1993  | 8         | 0         | 0              | 0              | 8     | 0     |
| Total           | Total | 8         | 0         | 0              | 0              | 8     | 0     |